# 高松市立一宮小学校
高松市立一宮小学校（たかまつしりつ いちのみやしょうがっこう）は、香川県高松市一宮町にある市立小学校。

## 概要
高松市の中部、一宮地区に位置する小学校である。

## 学校データ
- 児童数：724人（2014年度[1]）
- 児童愛称：宮っ子

学校施設（2016年5月1日時点）
- 普通教室：30教室
- 特別教室：13教室
- 校舎面積：6377m2
- 体育館面積：1050m2

服装規定
- 制服：あり（通年必用）
- 防寒着：不明

## 歴史

### 年表
- 1887年（明治20年）4月 - 三名小学校、鹿角小学校を明徳小学校に統合の上、一宮村立一宮尋常小学校と改称。
- 1901年（明治34年）12月 - 校舎を現在地に移転。成合分校を統合し一村一校としての一宮尋常小学校を設立。
- 1941年（昭和16年）4月1日 - 一宮村立一宮国民学校と改称。
- 1947年（昭和22年）4月1日 - 一宮村立一宮小学校と改称。
- 1956年（昭和31年）9月30日 - 高松市立一宮小学校と改称。
- 1980年（昭和55年）6月 - プール竣工。
- 2004年（平成16年）4月1日 - 高松市立小中学校全校で3学期制を廃して2学期制を導入。
- 2013年（平成25年）4月1日 - 高松市立小中学校全校で3学期制に移行。

### 全校児童数の推移
一宮小学校の児童数は減少傾向にある。
- 1999年度：872人
- 2000年度：843人（-29人）
- 2001年度：828人（-15人）
- 2002年度：823人（-5人）
- 2003年度：825人（+2人）
- 2004年度：833人（+8人）
- 2005年度：819人（-14人）
- 2006年度：829人（+10人）
- 2007年度：825人（-4人）
- 2008年度：823人（-2人）
- 2009年度：811人（-12人）
- 2010年度：801人（-10人）
- 2011年度：778人（-23人）
- 2012年度：765人（-13人）
- 2013年度：716人（-49人）
- 2014年度：724人（+8人）

## 教育目標
自ら求め心豊かにたくましく生きる児童の育成
児童像
- よく学び、考える子
- たがいに思い合える子
- 元気でたくましい子

## 通学区域
通学区域は高松市一宮地区のほぼ全域。一宮中学校の校区と同一である。
- 高松市
  - 一宮町
  - 三名町
  - 寺井町
  - 鹿角町
  - 成合町（檀紙小学校区を除く）

## 進学先中学校
通常多くの中学校が複数の小学校区の集合体であるが、当地区の場合は小学校から中学校へそのままの持ち上がりである。
- 高松市立一宮中学校

## 通学区域が隣接している学校
- 高松市立鶴尾小学校
- 高松市立仏生山小学校
- 高松市立円座小学校
- 高松市立檀紙小学校
- 高松市立太田南小学校
- 高松市立大野小学校

## 校区内の主な施設
- 国道32号円座バイパス
- 国道193号（空港通り）
- ことでん琴平線空港通り駅 - 一宮駅
- 香川県立高松南高等学校
- 香川大学教育学部附属高松中学校
- 四国八十八箇所霊場第八十三番札所一宮寺
- 田村神社
- 西村ジョイスーパーメガホームセンター成合店
- 生活協同組合コープかがわコープ一宮

## 交通
- ことでん琴平線一宮駅より徒歩13分（1.1km）
- ことでんバス香川中央高校・日生ニュータウン（鹿角）線 大内バス停より徒歩5分（0.4km）